# Cipó (Bahia)
Cipó é um município brasileiro do estado da Bahia.

## História
Uma das primeiras menções às termas de Cipó é de 1730, quando o padre Antônio Monteiro Freire, que havia recebido uma sesmaria “nos sertões de Itapicuru de Cima”, escreveu uma carta ao vice-rei do Brasil relatando sobre as águas termais e seus poderes de cura e pedindo que fossem aproveitadas. No entanto, o aproveitamento dessas águas na região só começou quase um século depois: em 1829, foi construída uma casa de banhos nas termas da Missão da Saúde (dois anos depois, o local onde seria a sede da vila de Itapicuru de Cima) e, em 1831, um local para abrigo dos doentes que iam se tratar nas termas da Mãe d’Água do Cipó (atual cidade de Cipó).
Em 1843, uma comissão da Faculdade de Medicina da Bahia analisou as propriedades físicas e composição química das águas quentes de Itapicuru, atestando o seu uso para o tratamento de diversas doenças. No entanto, o turismo hidrotermal na região não ganhou impulso até o governo baiano autorizar a exploração industrial das águas, isso em 19 de março de 1928, tendo o médico Genésio Salles como concessionário. Foi fundada a Empresa Balneária de Cipó pelos irmãos Genésio e Américo Salles e iniciaram-se as obras do Balneário de Cipó, o qual foi inaugurado em 29 de junho de 1929.
A partir de 1928, muitas pessoas foram atraídas para Cipó, crentes na cura de doenças nesses banhos.
O decreto estadual n° 7479, de 8 de julho de 1931, criou, com terras desmembradas do município de Soure, o município de Cipó. O mesmo decreto extinguiu os municípios de Soure, Pombal, Amparo e Tucano e anexou-os ao município de Cipó como distritos.
Em 1933, Pombal e Tucano recuperaram sua autonomia e Soure a fez dois anos depois.
O decreto n° 9.523, de 16 de maio de 1935, transformou Cipó em estância hidrotermal, assegurando o que fosse necessário à construção de uma nova cidade, que seria suficiente para a demanda de turistas.
Nas décadas de 1950 e 1960, houve uma diminuição no fluxo de turistas para Cipó, devido à descoberta de medicamentos com eficácia superior à das águas termais, a proibição do jogo do azar e o surgimento de novas estâncias hidrominerais, entre elas Caldas do Jorro, localizada no município de Tucano, cujas águas termais foram descobertas em 1948, durante a perfuração de um poço em busca de petróleo.
Em 1958, os distritos de Ribeira do Amparo (antiga Amparo) e Heliópolis foram desmembrados de Cipó para compor o território do novo município de Ribeira do Amparo.

## Geografia

### Clima
| Maiores acumulados de precipitação em 24 horas registrados em Cipó por meses (INMET) | Maiores acumulados de precipitação em 24 horas registrados em Cipó por meses (INMET) | Maiores acumulados de precipitação em 24 horas registrados em Cipó por meses (INMET) | Maiores acumulados de precipitação em 24 horas registrados em Cipó por meses (INMET) | Maiores acumulados de precipitação em 24 horas registrados em Cipó por meses (INMET) | Maiores acumulados de precipitação em 24 horas registrados em Cipó por meses (INMET) |
| Mês                                                                                  | Acumulado                                                                            | Data                                                                                 | Mês                                                                                  | Acumulado                                                                            | Data                                                                                 |
| ------------------------------------------------------------------------------------ | ------------------------------------------------------------------------------------ | ------------------------------------------------------------------------------------ | ------------------------------------------------------------------------------------ | ------------------------------------------------------------------------------------ | ------------------------------------------------------------------------------------ |
| Janeiro                                                                              | 99,6 mm                                                                              | 20/01/1964                                                                           | Julho                                                                                | 81,6 mm                                                                              | 21/07/1966                                                                           |
| Fevereiro                                                                            | 122,2 mm                                                                             | 29/02/2004                                                                           | Agosto                                                                               | 101,3 mm                                                                             | 10/08/1965                                                                           |
| Março                                                                                | 110 mm                                                                               | 07/03/2020                                                                           | Setembro                                                                             | 76,8 mm                                                                              | 25/09/1965                                                                           |
| Abril                                                                                | 188,8 mm                                                                             | 15/04/1964                                                                           | Outubro                                                                              | 52,6 mm                                                                              | 28/10/2010                                                                           |
| Maio                                                                                 | 189 mm                                                                               | 26/05/1964                                                                           | Novembro                                                                             | 115,4 mm                                                                             | 25/11/1964                                                                           |
| Junho                                                                                | 119,2 mm                                                                             | 22/06/1964                                                                           | Dezembro                                                                             | 172 mm                                                                               | 22/12/1963                                                                           |
| Período: 01/01/1961 a 30/09/1969 e 01/01/1977-presente                               |                                                                                      |                                                                                      |                                                                                      |                                                                                      |                                                                                      |

Segundo dados do Instituto Nacional de Meteorologia (INMET), referentes ao período de 1961 a 1969 e a partir de 1977, a menor temperatura registrada em Cipó foi de 11 °C em 15 de julho de 1963, e a maior atingiu 42 °C em 26 de novembro de 2015. Máximas iguais ou acima dos 40 °C foram registradas também nos dias 24 de novembro de 2019 (41,2 °C), 25 de novembro de 2015 (40,8 °C), 22 de janeiro de 1995 (40,6 °C), 3 de janeiro de 2016 (40,6 °C), 2 de dezembro de 2019 (40,6 °C), 4 de dezembro de 2015 (40,5 °C), 23 de janeiro de 1995 (40,2 °C), 20 de março de 2019 (40,2 °C) e 3 de outubro de 1997 (40 °C).
O maior acumulado de precipitação em 24 horas foi de 189 milímetros (mm) em 26 de maio de 1964. Outros grandes acumulados iguais ou superiores a 100 mm foram 188,8 mm em 15 de abril de 1964, 172 mm em 22 de dezembro de 1963, 165,4 mm em 25 de maio de 1964, 150,2 mm em 23 de maio de 1964, 150 mm em 27 de maio de 1964, 122,2 mm em 29 de fevereiro de 2004, 119,2 mm em 22 de junho de 1964, 115,4 mm em 25 de novembro de 1964, 115 mm em 28 de novembro de 1979, 110 mm em 15 de dezembro de 1963 e 7 de março de 2020, 108 mm em 27 de novembro de 1964 e 101,3 mm em 10 de agosto de 1965. Maio de 1964, com 1 352,6 mm, foi o mês de maior precipitação, seguido por dezembro de 1963 (576,3 mm).
| Dados climatológicos para Cipó | Dados climatológicos para Cipó | Dados climatológicos para Cipó | Dados climatológicos para Cipó | Dados climatológicos para Cipó | Dados climatológicos para Cipó | Dados climatológicos para Cipó | Dados climatológicos para Cipó | Dados climatológicos para Cipó | Dados climatológicos para Cipó | Dados climatológicos para Cipó | Dados climatológicos para Cipó | Dados climatológicos para Cipó | Dados climatológicos para Cipó |
| Mês | Jan                            | Fev                            | Mar                            | Abr                            | Mai                            | Jun                            | Jul                            | Ago                            | Set                            | Out                            | Nov                            | Dez                            | Ano                            |
| --- | ------------------------------ | ------------------------------ | ------------------------------ | ------------------------------ | ------------------------------ | ------------------------------ | ------------------------------ | ------------------------------ | ------------------------------ | ------------------------------ | ------------------------------ | ------------------------------ | ------------------------------ |
| Temperatura máxima recorde (°C) | 40,6                           | 39,9                           | 40,2                           | 38,3                           | 38,4                           | 35,6                           | 34,2                           | 36                             | 38                             | 40                             | 42                             | 40,6                           | 42                             |
| Temperatura máxima média (°C) | 34,7                           | 34,6                           | 34,5                           | 33,1                           | 30,9                           | 29                             | 28,3                           | 29                             | 31                             | 33                             | 34,1                           | 34,7                           | 32,2                           |
| Temperatura média compensada (°C) | 27,4                           | 27,4                           | 27,5                           | 26,7                           | 25,2                           | 23,5                           | 22,7                           | 22,9                           | 24,2                           | 25,7                           | 26,7                           | 27,2                           | 25,6                           |
| Temperatura mínima média (°C) | 21,8                           | 22,2                           | 22,2                           | 21,8                           | 20,8                           | 19,4                           | 18,2                           | 18                             | 18,8                           | 20,2                           | 21,3                           | 21,7                           | 20,5                           |
| Temperatura mínima recorde (°C) | 14                             | 15,6                           | 14                             | 14                             | 12,4                           | 11,6                           | 11                             | 11,4                           | 12                             | 13,8                           | 13                             | 13                             | 11                             |
| Precipitação (mm) | 43,2                           | 42,9                           | 55,8                           | 53,1                           | 58                             | 60,7                           | 57,8                           | 38,1                           | 29,5                           | 23,2                           | 48,9                           | 38,6                           | 549,8                          |
| Dias com precipitação (≥ 1 mm) | 4                              | 6                              | 5                              | 7                              | 10                             | 12                             | 12                             | 9                              | 6                              | 4                              | 4                              | 4                              | 83                             |
| Umidade relativa compensada (%) | 61,6                           | 62,9                           | 64                             | 68,8                           | 74,6                           | 79,2                           | 79,7                           | 76,2                           | 70,8                           | 65,5                           | 63,1                           | 61,9                           | 69,0                           |
| Insolação (h) | 243,8                          | 216,2                          | 238,9                          | 212,1                          | 180,4                          | 154,9                          | 171,3                          | 188,4                          | 210,9                          | 248,6                          | 234,7                          | 248,3                          | 2 548,5                        |
| Fonte: Instituto Nacional de Meteorologia (INMET) (normal climatológica de 1991-2020; recordes de temperatura: 01/01/1961 a 30/09/1969 e 01/01/1977-presente) |                                |                                |                                |                                |                                |                                |                                |                                |                                |                                |                                |                                |                                |